# Butch i femme

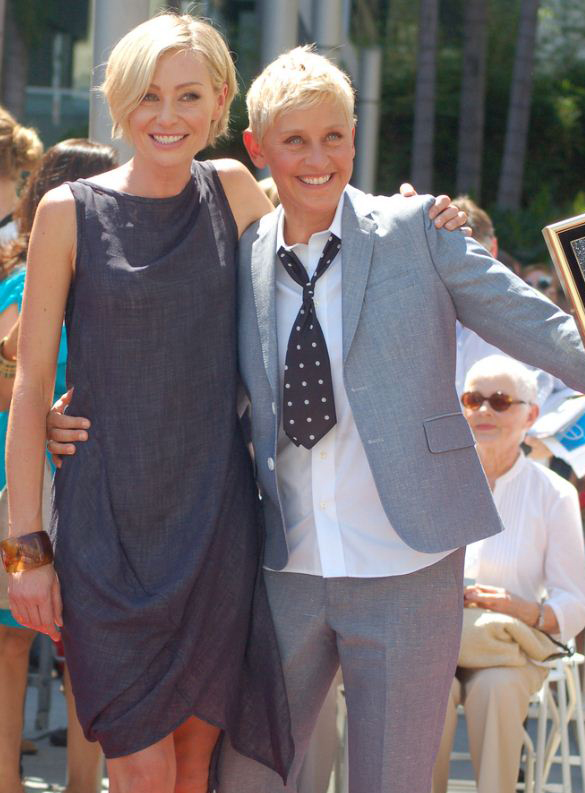
La superparella lèsbica Portia de Rossi (esquerra) i Ellen Degeneris (dreta). De Rossi exhibeix les característiques d'una femme (o lipstick lesbian), mentre que Degeneris exhibeix els trets d'una soft butch.

Butch (terme anglès per a mascle, especialment la dona que es comporta masculina) i femme (terme francès per a dona) són dos termes que es fan servir de manera freqüent en la subcultura lèsbica i gai per descriure la transformació queer de les funcions socials de gènere tradicionals de la masculinitat i la feminitat. Femme també s'utilitza sovint en la comunitat transgènere.

## Etimologia
La paraula femme significa dona en francès i la paraula butch és mascle en anglès, una possible variant de la paraula butcher. El símbol usat per identificar-se com butch és un triangle negre creuat amb un cercle, creat pel dissenyador Daddy Rhon i usat per primera vegada en el seu lloc web.

## Història

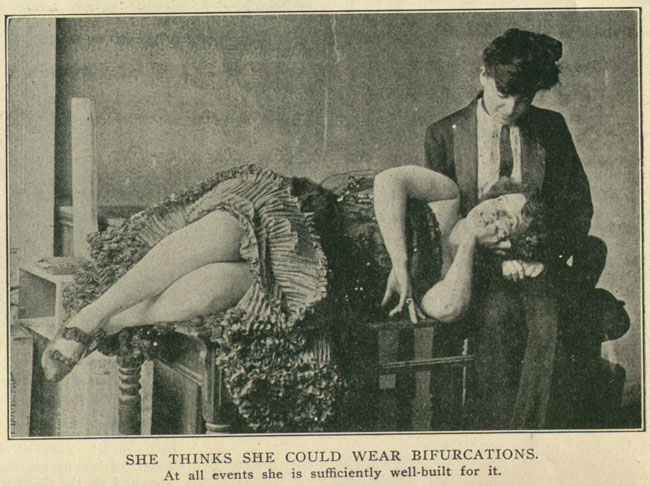
Una parella butch i femme d'època, el 1903.

Se sap que els codis de vestimenta butch-femme es remunten, com a mínim, als inicis del segle xx, fet que s'evidencia amb fotografies de la dècada de 1910-1920 als Estats Units. No obstant això, d'acord amb la Routledge International Encyclopaedia of Women, encara que les dones de classe alta com Radclyffe Hall i la seva amant Una Troubridge vivien juntes en unions que semblaven relacions butch-femme, aquest terme era incomprensible per a elles, ja que aquest concepte encara no existia.
Les lesbianes butch i femme començaren a fer-se evidents als Estats Units en la dècada de 1940, ja que començà a ser comú permetre a les dones ingressar a bars sense homes. La majoria de les dones butch havien d'usar vestits convencionalment femenins per mantenir els seus treballs, posant-se camises i corbates sol els caps de setmana per anar a bars o festes.
La dècada de 1950 veié el sorgiment d'una nova generació de noies butch que es negava a viure una doble vida i vestia d'home gairebé a temps complet. En general, això les limitava a alguns treballs que no tenien codis de vestimenta per a les dones.
La seva major visibilitat, combinada amb la retòrica anti-gai de l'era McCarthy, va portar a un augment en els atacs violents contra dones homosexuals i bisexuals. Per la seva banda elles, cada vegada més fortes i desafiadores, es mostraven més disposades a respondre amb força.
En la dècada de 1950, com a part d'una sèrie d'estudis, l'organització a favor de drets homosexuals ONE, Inc. assignà a Stella Rush l'estudi del fenomen butch/femme en bars gai. Rush va informar que les dones tenien opinions fermes, que "les distincions de rols havien de dibuixar-se amb nitidesa", i que no ser un o un altre era motiu d'una forta desaprovació per part de tots dos grups.

## Característiques

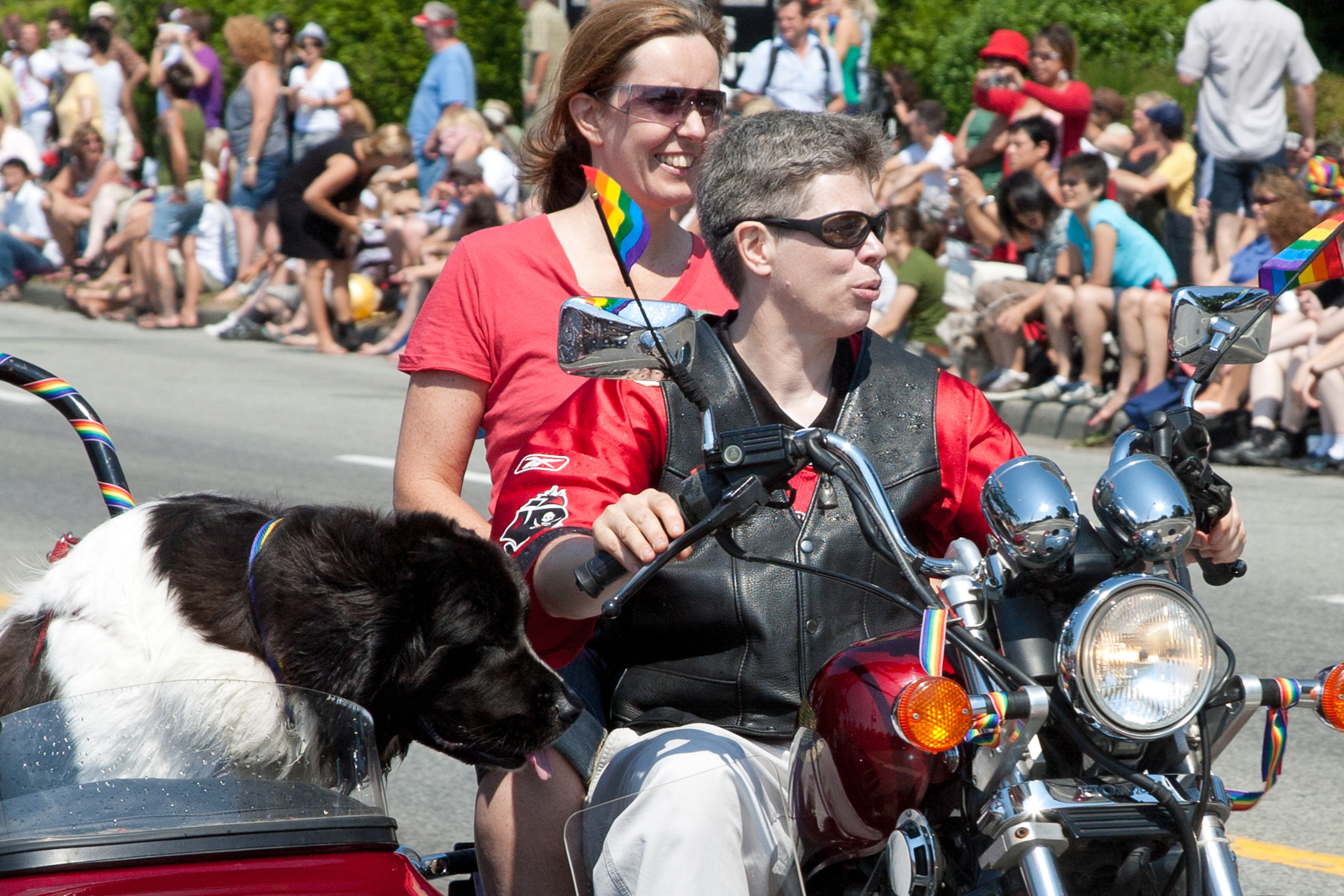
Una parella en la desfilada de l'orgull a Vancouver en 2009.

Els termes butch i femme es fan servir de manera freqüent per descriure a lesbianes, encara que ocasionalment també es pot referir a homes gais. Els estereotips i definicions de butch i femme varien molt, fins i tot dins de la comunitat lesbiana i gai.
Autors com Sigmund Freud, Judith Butler i Anne Fausto-Sterling suggereixen que butch i femme no són intents d'assumir les funcions tradicionals de gènere. En canvi, argumenten que el gènere és una construcció social i històrica, en lloc de ser natural o biològica. La historiadora Joan Nestle sosté que tots dos termes es poden veure com a gèneres diferents en si mateixos.

### Butch
Les lesbianes butch tendeixen a demostrar la masculinitat mostrada per una dona més enllà d'un comportament gallimarsot (tomboy, en anglès). Una dona butch podria comparar-se amb un home efeminat en el sentit que tots dos estan històricament vinculats a les comunitats i estereotips LGBT, siguin o no els individus en qüestió homosexuals.

### Femme

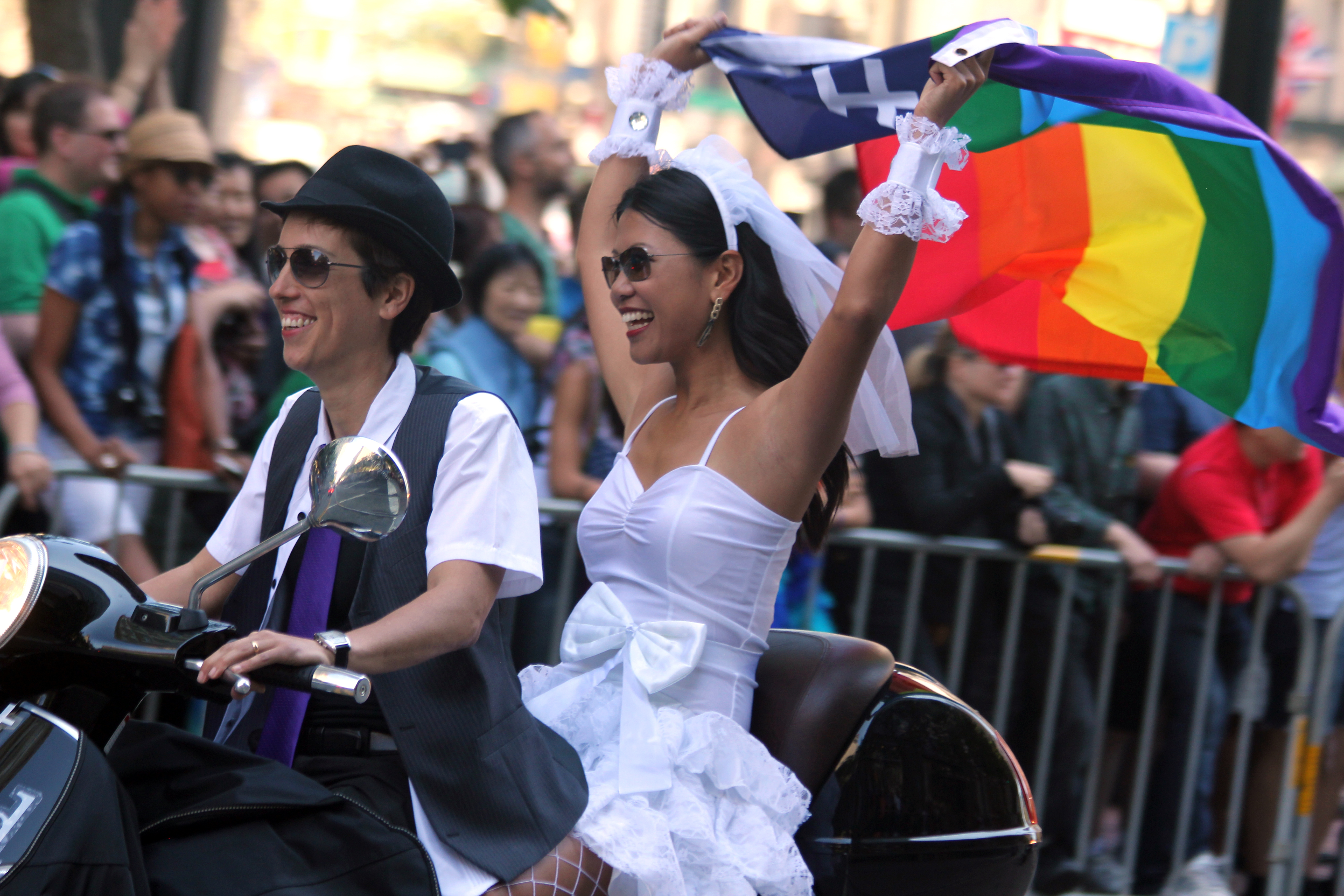
Noies butch i femme acabades de casar.

Les femme representen la part femenina, tradicionalment associada a la dona. També es coneixen com a lipstick lesbian. De manera tradicional s'espera que la part femme en una parella butch-femme actui com una dona femenina i brindi suport emocional a la seva companya. En la primera meitat del segle xx, quan els rols de gènere de Butch-Femme estaven restringits a l'àmbit clandestí, les dones podien passar com a heterosexuals a causa de la seva conformitat de gènere.
A Negotiating Dyke Femininity, l'autora Wendy Somerson, explica que les dones de la comunitat lèsbica que són més femenines i no encaixen en l'estereotip de butch poden passar com a heterosexuals. Afirma que el vincle entre l'aparença i el seu gènere no hauria de definir la seva sexualitat.